# Jezioro Asfaltowe

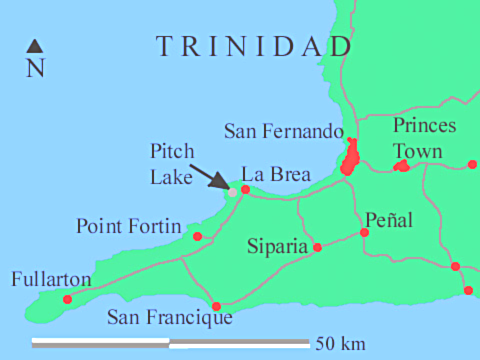
Jezioro Asfaltowe

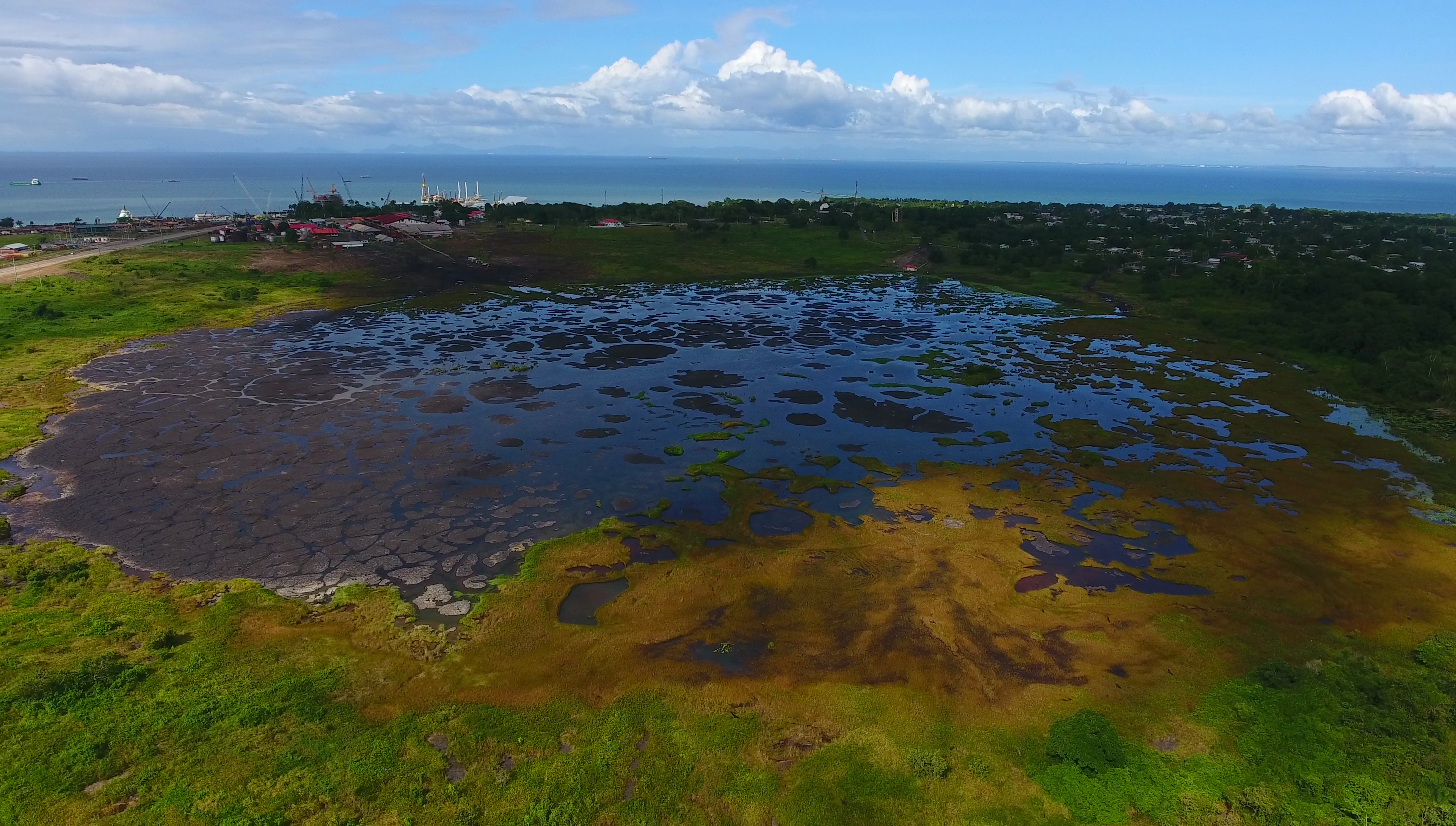
Jezioro asfaltowe

Jezioro Asfaltowe (ang. Pitch Lake) – miejsce wypływu naturalnego asfaltu na powierzchnię Ziemi znajdujące się na wyspie Trynidad w pobliżu miasta La Brea. Powierzchnia tego "jeziora" wynosi 46 ha, maksymalna głębokość ustalona za pomocą pomiarów grawimetrycznych – 106 m. Zasilane z płytkiego, podpowierzchniowego złoża bituminów, składa się z mieszaniny wody, bituminów i gazów w formie półpłynnej emulsji. Na powierzchniowej partii mieszanina ta twardnieje, tworząc przy brzegach twardą asfaltową skorupę.
Geneza Jeziora Asfaltowego nie jest w pełni wyjaśniona, przyjmuje się, że misa jeziorna powstała wskutek wyrzutów gazów i błota (wulkan błotny), być może, przy udziale trzęsienia ziemi. Zalegająca płytko pod powierzchnią ropa naftowa, wydostając się, przechodzi proces przeobrażania – utraty składników lotnych oraz częściowego utlenienia i polimeryzowania pozostałych, w wyniku czego powstaje asfalt naturalny.
Jezioro odkrył dla Europejczyków w 1595 r. sir Walter Raleigh, który zastosował asfalt jako materiał uszczelniający do kadłubów statków. W późniejszych wiekach eksploatowane na skalę przemysłową, od początku XIX w. asfalt z jeziora używany był jako materiał do budowy dróg, po obróbce charakteryzujący się bardzo dobrymi własnościami (odporność na wysokie temperatury – powyżej 90 °C). Pokryto nim m.in. waszyngtońską Pennsylvania Avenue, przy której znajduje się Biały Dom.